# Оборище (район)
Вижте пояснителната страница за други значения на Оборище.
„Оборище“ е един от 24-те административни района на Столична община. Територията му обхваща част от центъра на София, северните части на „Зона А“ и квартал „Оборище“. Граници на района са бул. „Сливница“, бул. „Генерал Данаил Николаев“, бул. „Ситняково“, ул. „Хан Омуртаг“, ул. „Мизия“, ул. „Шипка“, ул. „Париж“, ул. „Московска“, ул. „Княз Александър I“, пл. „Атанас Буров“, пл. „Независимост“ (Ларгото), бул. „Княгиня Мария Луиза“. Оборище е с обща площ от 3070 декара. Към 15 юни 2023 г. в района живеят 34 702 души по настоящ адрес и 38 247 души по постоянен адрес.
В Район Оборище попадат редица зелени площи и забележителности на София, сред които Площад и градина около храм-паметник „Свети Александър Невски“, храм „Св. София“ и Светия Синод, Градина „Докторски паметник“, Градина „Банска“ и Парк „Заимов“ (няколко години е носил името „Оборище“).

## Квартали
- Подуяне (Карта) – западната част
- Център на София (Карта) – малка част

## Културни обекти
- Национална опера и балет
- Дом на киното
- Национален музикален театър „Стефан Македонски“
- Дом на културата „Средец“
- Драматичен театър „София“
- Народна библиотека „Св. св. Кирил и Методий“
- Малък градски театър „Зад канала“
- Национална галерия за чуждестранно изкуство
- Държавен куклен театър – салон 2
- Национален военноисторически музей
- Театрална работилница „Сфумато“
- Централна минерална баня
- Кино „Левски“
- Кино „Сердика“
- Кино „Модерен театър“
- Паметник на Васил Левски
- Докторски паметник
- Паметник на Незнайния войн
- Паметник на Св. св. Кирил и Методий
- Паметник и гроб на Иван Вазов
- Паметник на Ал. Стамболийски
- Храм-паметник „Свети Александър Невски“

## Население

### Етнически състав
Преброяване на населението през 2011 г.
Численост и дял на етническите групи според преброяването на населението през 2011 г.:
|                     | Численост | Дял (в %) |
| Общо                | 31 060    | 100.00    |
| Българи             | 27 502    | 88.54     |
| Турци               | 93        | 0.29      |
| Цигани              | 33        | 0.10      |
| Други               | 393       | 1.26      |
| Не се самоопределят | 450       | 1.44      |
| Неотговорили        | 2589      | 8.33      |